# IC 3870
IC 3870 је елиптична галаксија у сазвјежђу Береникина коса која се налази на листи објеката дубоког неба у Индекс каталогу.
Деклинација објекта је + 22° 22' 52" а ректасцензија 12h 54m 21,6s. Привидна величина (магнитуда) објекта IC 3870 износи 15,5 а фотографска магнитуда 16,5.